# Stéphane Pompougnac
Stéphane Pompougnac est un disc jockey français de lounge né en 1968 à Paris. Il est également musicien, compositeur et producteur. Il est particulièrement connu pour avoir mixé les compilations lounge de la série Hôtel Costes. Il est le neveu de l'humoriste Jean-Marc Pompougnac.

## Biographie
Stéphane Pompougnac est né à Paris en avril 1968 d'un père chirurgien-dentiste  et d'une mère psychothérapeute. Il a passé sa jeunesse à Bordeaux.
Stéphane Pompougnac a débuté aux platines en 1986 en remixant de la musique house.
Son premier emploi était en tant que serveur au café parisien des halles, le Café Costes place des Innocents. Il commence à mixer dans des clubs tels que Le Queen, le Privilège[réf. nécessaire], le Diable des Lombards, et Les Bains Douches. C'est aux Bains qu'il rencontre Claude Challe qui l'a aidé à construire ses propres connaissances musicales. Il rencontre par la suite Jean-Louis Costes, copropriétaire de l'Hôtel Costes, qui l'invite à travailler pour lui en 1997. Pompougnac sort son premier CD de mixes, Costes, en 1999 avec le label Pschent Music. S'ensuivent cinq autres volumes de la série Hôtel Costes avant la sortie de son premier album, Living on the Edge en 2003, avec notamment la participation de Spades & Co. et de Michael Stipe (R.E.M.) sur la chanson Clumsy. À la demande de la chanteuse Madonna, il remixe le titre What it feels like for a girl. En parallèle à son poste de Dj en résidence à l'Hôtel Costes, il multiplie les événements pour les marques haut-de-gamme et les célébrités, ce qui lui vaut le surnom de « prince du lounge »,,.
En 2007, il sort son deuxième album Hello Mademoiselle. En 2008 il participe à l'album de remix ayu-mi-x -SILVER- de l'artiste japonaise Hamasaki Ayumi où l'on retrouve les plus grands noms de la scène internationale. En 2014, il sort son troisième album, Bloody French.
Hôtel Costes est cité par l'essayiste Frédéric Martel comme un exemple de musique standard diffusée dans la plupart des hôtels de luxe en Asie. La publication des compilations Hôtel Costes s'achève en 2011. En 2016, le CD s'était vendu à 5 millions d'exemplaires depuis sa première sortie. En mai 2021, il mène seul (sans public) un set sur une barque au milieu du canal de Lunel.

## Vie privée
Stéphane Pompougnac a eu deux enfants avec Hélène Lavallée : Enzo et Lenny. Il est le neveu de l'humoriste Jean-Marc Pompougnac, vu entre autres dans "Les jeux de vingt heures " et "La classe".

## Discographie

### Compilations

#### Hôtel Costes
- 2004 : Hôtel Costes, Vol. 7: Sept
- 2005 : Hôtel Costes, Vol. 8: Huit
- 2005 : Best of Costes
- 2006 : Hôtel Costes, Vol. 9: Neuf
- 2007 : Hôtel Costes, Vol. 10: Dix
- 2008 : Hôtel Costes, Vol. 11: Onze
- 2009 : Hôtel Costes, Vol. 12: Douze
- 2009 : Hôtel Costes, A Decade
- 2010 : Hôtel Costes, Vol. 14: Quatorze
- 2011 : Hôtel Costes, Vol. 15: Quinze

#### Autres
- 2003 : Saks Fifth Avenue
- 2008 : ayu-mi-x 6-SILVER-
- 2011 : Day & Night

### Albums
- 2003 : Living on the Edge
- 2007 : Hello Mademoiselle[3]
- 2011 : Night & Day[5]
- 2014 : Bloody French[6]
- 2021 : Tu Cherches Quoi[10]